# Morgengabe
Morgangabe (slovensko jutranje darilo)  je darilo ženina nevesti v denarju ali blagu, včasih tudi darilo (ovdovele) žene drugemu možu ali medsebojno darilo obeh zakoncev. Jutranje darilo je bilo pomembno v tradicionalnem nemškem pravu in je še danes v islamskih pravnih sistemih. 

## Nemško pravno okolje
Po tradicionalni nemški zakonodaji je bilo jutranje darilo darilo moža ženi. Ime je dobilo po običaju, da se je darovalo zjutraj po poročni noči, vendar čas ni bil vedno ali povsod zavezujoč. Podarjeno je bilo lahko tudi ob poroki ali takrat samo obljubljeno in izplačano v primeru moževe smrti. Z jutranjim darilom je osebno razpolagala nevesta,  v nasprotju z doto, ki jo je prispeval ženin in je služila preživljanju žene v primeru vdovstva, in doto, ki jo je v zakon prinesla nevesta. Jutranje darilo je po moževi smrti pripadlo njegovi vdovi. 
V vladajočih kraljevih hišah je bilo pred poroko diplomatsko in pogodbeno dogovorjeno razpolaganje s premoženjem. Osrednji del tega je bila vdovska odpravnina, ki je urejala ekonomski status soproge v primeru vdovstva. Dota je bila določena glede na finančne zmožnosti ženine družine, ženin pa je k njej dodal enak znesek. Za družine suverenov Svetega rimskega cesarstva je bilo jutranje darilo predvsem denar, pri čemer so se v času ženinega življenja vsako leto izplačevale samo obresti.
Po avstrijski zakonodaji (§ 1232 Allgemeines bürgerliches Gesetzbuch) je jutranje darilo obstajalo kot darilo moškega ženi do konca leta 2009.  Pravna podlaga zanj je bil ustrezni zakon iz leta 1811.

### Znesek jutranjega darila v cesarskih hišah
Za suverene družine (hiše) Svetega rimskega cesarstva Johann Jacob Moser v 20. zvezku Nemškega ustavnega prava navaja naslednje zneske jutranjega darila za poroke, sklenjene po letu 1650 ("fl" = gulden, "Thl" = tolar, "RThl" = cesarski tolar, "Stran" se nanaša na tisto v navedenem zvezku.
| Hiša        | Leto        | Znesek glavnice                    | Obresti     | Stran   |
| Bavarska    | 1685        | 50.000 fl.                         | ni znano    | 255     |
| Saška       | 1655        | 6.000 Rthl.                        | 300 Rthl.   | 258     |
|             | 1656        | 2.000 fl.                          | 200 fl.     | 259     |
|             | 1661        | 2.000 fl.                          | 200 fl.     | 259 f.  |
|             | 1662        | 2.000 Thl.                         | 200 Thl.    | 259     |
|             | 1671        | 6.000 Rthl.                        | ni znano    | 257     |
|             | 1683        | 2.000 Thl.                         | 200 Thl.    | 259     |
|             | 1684        | 2.000 fl.                          | ni znano    | 258     |
|             | 1688        | 2.000 Rthl.                        | 200 Rthl.   | 260     |
|             | 1689        | 2.000 Rthl.                        | 100 Rthl.   | 261     |
|             | 1690        | 2.000                              | 200 Rthl.   | 260     |
|             | 1697        | 6.000 fl. (renskih) ali 4.000 Thl. | 600 fl.     | 260     |
|             | 1699        | 6.000 Rthl.                        | ni znano    | 258     |
| Brandenburg | 1646        | ni znano                           | 1.000 Rthl. | 261     |
|             | 1668        | ni znano                           | 6.000 Rthl. | 262     |
| Holstein    | 1668        | 20.000 Rthl.                       | 1.000 Rthl. | 263     |
| Mecklenburg | 1654        | ni znano                           | 300 Rthl.   | 264     |
|             | 1702        | 6.000 Thl.                         | 300 Thl.    | 264     |
| Württemberg | 1716        | 24.000 Thl.                        | ni znano    | 266     |
|             | 1671        | 4.000 fl.                          | 400 fl.     | 266     |
| Bentheim    | 1737        | 2.000 fl.                          | ni znano    | 268     |
| Castell     | 1678        | 1.000 fl.                          | 50 fl.      | 268     |
|             | 1693        | 1.000 fl.                          | 50 fl.      | 268     |
| Leiningen   | 1658        | 2.000 fl.                          | 200 fl.     | 273     |
| Reuß        | 1668        | 1.000 fl.                          | 50 fl.      | 274 f.  |
|             | 1668        | 500 fl.                            | 25 fl.      | 275     |
| Schönburg   | ni navedeno | 1.000 fl.                          | 100 fl.     | 275 fl. |
| Schwarzburg | 1684        | 1.000 fl.                          | 50 fl.      | 276     |
|             | 1684        | 1.000 Thl.                         | ni znano    | 276     |

## Islamsko pravno okolje
V Koranu v 4. suri an-Nisāʾ (Ženske) v verzu 4 piše: "In dajte ženskam njihovo jutranjo daritev v dar (da bodo lahko z njo prosto razpolagale)!"
V islamski pravni praksi je jutranja daritev, imenovana mahr (poročna daritev) ali sadaq, še danes zelo pomembna. Daritev je težko primerjati z instituti nemškega prava, ker ima drugačne naloge. Pogodbeno dogovorjeni znesek je pogosto razdeljen na dva dela. Prvi del zapade v plačilo takoj, večji del jutranjega darila pa zapade v plačilo ženi šele ob razvezi zakonske zveze. To plačilo, znano tudi kot večerno darilo, služi kot zavarovanje po ločitvi ali smrti moža in, če je znesek zadosten, posredno omejuje moževo možnost, da enostransko razglasi ločitev. V primeru, da se žena loči od moža (hulʿ), lahko mož zahteva nazaj del že danega jutranjega darila. Zgodi pa se tudi, da islamska sodišča ženi kljub zahtevi po ločitvi dodelijo vsaj celotno jutranje darilo.   
Leta 2016 je v Nemčiji Libanonka, ki se je ločila od nemško-libanonskega moža, dobila celoten večerni dodatek, ker je kljub njeni poroki v tujini, potem ko je več let živela v Nemčiji, zanjo veljala nemška zakonodaja. 
V sodobnem turškem pravu institucija jutranjega darila ne obstaja več. Jutranja darila so pravno razumljena kot darila.

### Iransko jutranje darilo
Iranske muslimanske žene imajo zakonsko pravico do dogovorjenega jutranjega darila (§ 1091 iranskega civilnega zakonika). Če pogodba o jutranjem darilu ni bila sklenjena ali izključena ob sklenitvi zakonske zveze, se daruje običajno jutranje darilo (§ 1087 iranskega civilnega zakonika). 
Jutranje darilo ima med drugim idealen in praktični pomen. Dogovor o jutranjem darilu je v iranski kulturi tradicionalni del zakonske zveze, katere pomen lahko razumemo kot trajno zakonsko zvezo. Današnja funkcija jutranjega darila ima značaj življenjskega zavarovanja muslimanskih žena. Jutranje darilo za ženo pomeni tudi finančno varnost v primeru ločitve, saj praviloma ni upravičena do premoženjske poravnave in je upravičena le do poporočne preživnine za določen čas. Predpisi islamskega dednega prava pravijo, da je vdova upravičena le do ene četrtine dediščine, če so v zakonu rojeni otroci, pa le do ene osmine, kar je razlog za dogovor o višjem jutranjem darilu. Če mož umre, lahko žena svojo jutranje darilo prednostno zahteva iz dediščine in se šele nato razdeli preostanek. 
Pri določanju višine darila igra vlogo več dejavnikov, kot so ženina starost ob poroki, njena lepota, njeno bogastvo, krajevne in časovne razmere, njeni intelektualni darovi, njena krepost in pobožnost ter višina dot njenih sester, premoženje nevestinega očeta ob poroki, položaj moža in njegovo premoženje ob poroki in ne nazadnje njena nedolžnost. V Iranu je postala običajna praksa, da je večina jutranjega darila obljubljena v zlatnikih. Najvišje število je enako letnici njenega rojstva, natančen znesek pa se določi na podlagi omenjenih dejavnikov.  
Funkcija "prevelikega" jutranjega darila
Moški z visokim jutranjim darilom povečuje svoj ugled v družbi in izstopa med številnimi tekmeci. 
Moževo premoženje je običajno zavarovano pred terjatvami upnikov do višine jutranjega darila. V praksi to pomeni, da lahko moški z dogovorom o visokem jutranjem darilu ženi zavaruje svoje premoženje pred rubežem tretjih oseb v insolvenčnem postopku. 
Funkcija visokega jutranjega darila ni samo ekonomski interes muslimanske žene, ki se želi ločiti, ampak ima tudi funkcijo enakopravnosti z moškim za brezpravne ženske v primeru, da moški nasprotuje njeni želji po ločitvi in jo hoče na silo obdržati v zakonu. Iranske muslimanke de facto nimajo pravice do ločitve, razen če obstajajo izredni, skoraj nerealni razlogi. Posledica tega je, da so v praksi ženske zahteve po jutranjih darilih zelo visoke, predvsem iz naslednjih razlogov: 
- da po ločitvi ne ostane socialno izolirana in ekonomsko revna;
- višina jutranjega darila ima odvračilno preventivno funkcijo, da mož ne razglasi ločitve brezskrbno,
- ženska lahko tako pridobi svobodo potovanja, svobodo poklica, svobodo študija ali svobodo izbire, kje bo živela, če se mož musliman s tem ne strinja in ji te pravice ne prizna v skladu z islamskim družinskim pravom,
- muslimanke imajo možnost, da to pridobijo z določitvijo jutranjega darila, če se želijo ločiti, tudi tako rekoč proti volji moža,
- muslimanke lahko na ta način pridobijo skrbništvo nad mladoletnimi otroki, čeprav so otroci do določene starosti običajno dodeljeni možu ali družini moža muslimana.[6]